# Antiesen
Antiesen är ett vattendrag i Österrike.   Det ligger i förbundslandet Oberösterreich, i den norra delen av landet, 220 kilometer väster om huvudstaden Wien.
Trakten runt Antiesen består till största delen av jordbruksmark. Runt Antiesen är det ganska tätbefolkat, med 93 invånare per kvadratkilometer.